# Tlayacapan

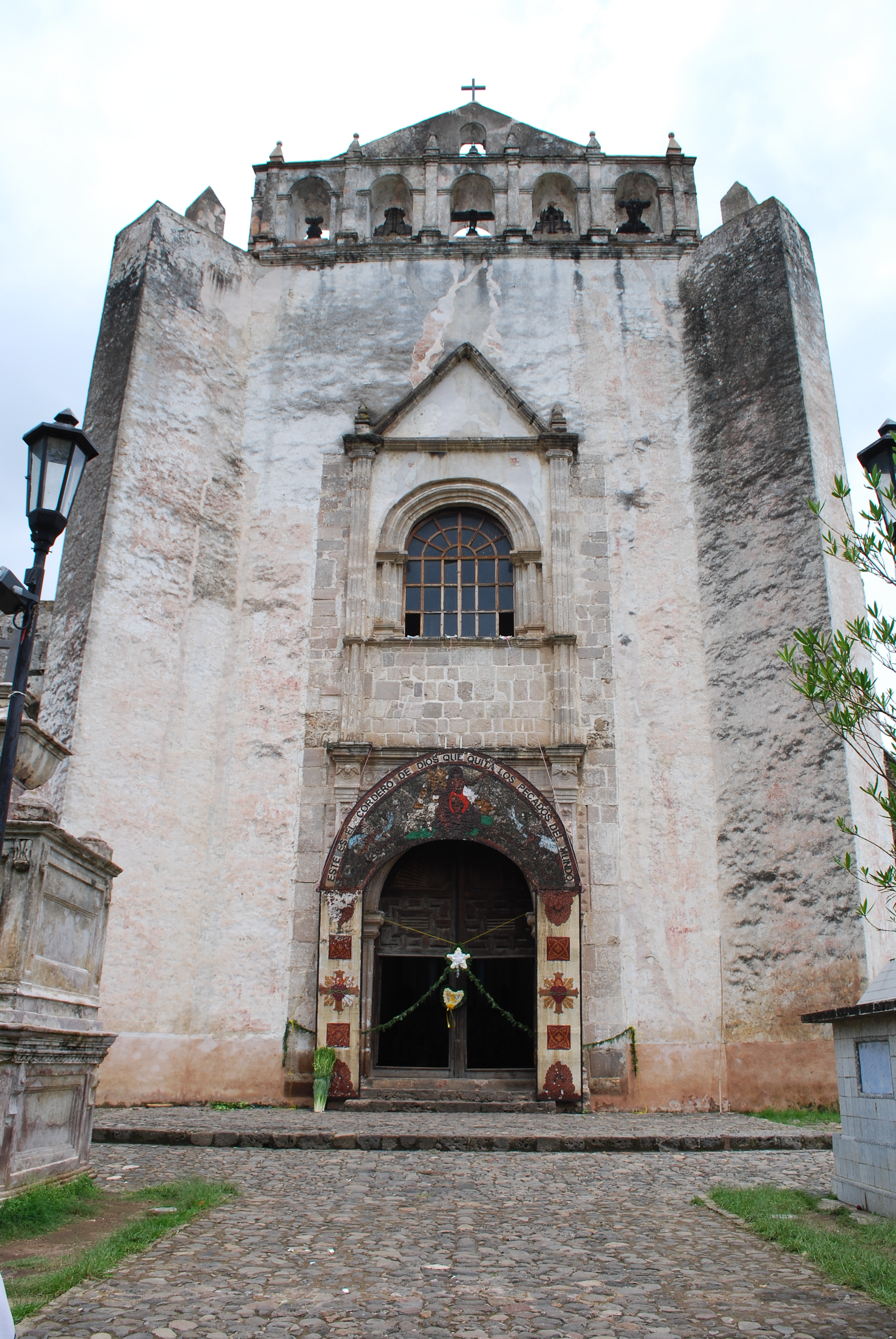
Fachada da Igreja San Juan Bautista

Tlayacapan é um município localizado na parte nordeste do estado de Morelos, no centro do México. Está localizado a 60 km a leste da capital do estado de Cuernavaca e cerca de 1,5 horas ao sul da Cidade do México.  É uma área rural, cujo modo de vida não mudou muito ao longo do século XX, com 90% de sua população ainda parcialmente ou totalmente dependente da agricultura. A cidade tem antigos casarões, casas com telhados vermelhos e ruas pavimentadas com pedras. Muitas  ravinas cruzam a área e são atravessadas por numerosas pontes de pedra.

## Património
- Convento de São João Baptista de Tlayacapán - Em 1982, durante a restauração da igreja, descobriram-se dezenas de múmias da época do vice-reinado no convento de São João Baptista de Tlayacapán (na foto), construído em 1534 pelos frades Agostinhos e desde 1996 património mundial da UNESCO.[4]